# Annemie Schneider
Annemie Schneider (...) è un'ex sciatrice alpina tedesca.

## Biografia
Ha preso parte a sei diverse Paralimpiadi (dai I Giochi paralimpici invernali di Örnsköldsvik 1976 fino ai Giochi di Lillehammer 1994) riuscendo a vincere cinque medaglie d'oro, una d'argento e due di bronzo.
Durante le Paralimpiadi di Torino 2006 è stata introdotta nella Paralympic Hall of Fame.